# Kapot (boek)
Kapot is een jeugdboek van de Nederlandse schrijfster Carry Slee uit 2015.

## Verhaallijn
Het verhaal gaat over een Julia (14) en haar broer Thijs (15).  Beiden spelen in een band en het leven is goed. Gebeurtenissen thuis brengen Julia en Thijs in conflict.

## Bestseller 60
| Boeken met noteringen in de Nederlandse Bestseller 60 | Jaar van verschijnen | Datum van binnenkomst | Hoogste positie | Aantal weken | Opmerkingen |
| ----------------------------------------------------- | -------------------- | --------------------- | --------------- | ------------ | ----------- |
| Kapot                                                 | 2015                 | 16-09-2015            | 10              | 13           |             |